# Al·literació
L'al·literació (del llatí humanístic alliteratio, -onis, derivació de littĕra, "lletra") és un recurs literari amb efecte sonor creat per la repetició, volguda o no, d'uns mateixos sons, sovint al començament de dos o més mots consecutius o situats a intervals curts. Poden ser vocàliques o consonàntiques. Es pot utilitzar com una figura del llenguatge per crear efectes poètics, retòrics, musicals o humorístics. És un recurs sonor antic i molt freqüent en textos del llatí clàssic.
Pot ser un ornament formal, al qual el poeta pot atribuir un aspecte d'onomatopeia i associar, per exemple, el so de la S a un xiuxiueig que evoca suavitat, intimitat, el vent, etcètera. La interpretació del significat de l'al·literació no es basa en característiques objectives de cada fonema, sinó en els suggeriments que provoquen. Sobretot en la traducció de poesia, un dels reptes és recrear tal efecte sonor i de vegades s'ha de fer un compromís entre la traducció del significat i la musicalitat de l'original.

## Exemples
- amb a: brandant llànguidament la llarga cua (Joan Maragall, La vaca cega)
- amb r: «i roda com un carro el tro de guerra» (Jacint Verdaguer, L'Atlàntida, Introducció)
- urbi et orbi
- La Corona corrupta[6]